# Espoir 2002
Espoir 2002 (Nederlands: Hoop 2002) was een lijstverbinding of kartel in Mali bestaande uit zeventien partijen dat meedeed aan de parlementsverkiezingen. Het kartel was succesvol omdat het de macht van de ADEMA-PASJ te breken. In de Nationale Vergadering behaalde de partij 66 zetels en werd daarmee de grootste. De belangrijkste partij die deel uitmaakte van Espoir 2002 was Rassemblement pour le Mali (RPM).

## Deelnemende partijen met zetelwinst in 2002
- Rassemblement pour le Mali - 46
- Congrès national d'initiative démocratique - 13
- Mouvement patriotique pour le renouveau - 5
- Rassemblement pour la démocratie du travail - 1
- Parti pour l'indépendance de la démocratie et de la solidarité - 1